# 非線形の語り口
非線形の語り口（ひせんけいのかたりくち、英: nonlinear narrative, disjointed narrative, disrupted narrative）は、文学、映画などに用いられる物語技法で、具体的には、出来事を時系列通りに記述しなかったり、因果関係が直接的でなかったり、並行したプロット、夢の挿入、劇中劇などがある。構造の模倣、記憶の再生、などを目的として使用される。

## 文学
物語を最初からでなく途中から始める"イン・メディアス・レス"は古代からあり、紀元前8世紀のホメロスの叙事詩『イーリアス』で確立された。紀元前5世紀頃に作られたインドの叙事詩『マハーバーラタ』はストーリーのほとんどをフラッシュバックで語っている。中世の『千夜一夜物語』のうち『シンドバッド』『真鍮の都』『三つの林檎』にはイン・メディアス・レスとフラッシュバックの両方が使われているが、これは『パンチャタントラ』にインスパイアされたものと言われる。
19世紀後半から20世紀初頭にかけて、モダニズム文学のジョゼフ・コンラッド、ヴァージニア・ウルフ、フォード・マドックス・フォード、マルセル・プルースト、ウィリアム・フォークナーらが前衛的な非線形の語り口を用いた
主な作品を以下に挙げる。
- ローレンス・スターン『トリストラム・シャンディ』 (1759-67)
- トーマス・カーライル『衣装哲学』 (1833頃)
- エミリー・ブロンテ『嵐が丘』 (1847)
- フォード・マドックス フォード『よき兵士』 (1915)
- ウィリアム・フォークナー『響きと怒り』 (1929)
- サーデグ・ヘダーヤト『盲目の梟』 (1937)
- ジェイムズ・ジョイス『ユリシーズ』 (1922)と『フィネガンズ・ウェイク』 (1939)
- ブライアン・オノラン（英語版）『スイム・ツー・バード亭』 (1939)
- ウィリアム・S・バロウズ『裸のランチ』 (1959)
- ジョセフ・ヘラー『キャッチ=22』 (1961)
- ミュリエル・スパーク『ミス・ブロウディの青春』 (1961)
- カート・ヴォネガット『スローターハウス5』 (1968)
- マイケル・ムアコック『The English Assassin』 (1973)と『The Condition of Muzak』 (1975)
- ティム・オブライエン『カチアートを追跡して』 (1979)[4]
- ミロラド・パヴィチ『ハザール事典―夢の狩人たちの物語』 (1988)
- マイケル・オンダーチェ『イギリス人の患者』 (1992)と『アニルの亡霊』 (2000)
- アーヴィン・ウェルシュ『トレインスポッティング』 (1993)
- アルンダティ・ロイ『小さきものたちの神』 (1997)
- デイヴィッド・ミッチェル『クラウド・アトラス』 (2004)
- エリン・モーゲンスターン（英語版）『夜のサーカス』 (2011)
- ウィル・セルフ『Umbrella』 (2011)
- アンソニー・ドーア『All the Light We Cannot See』 (2014)
- エミリー・セントジョン・マンデル（英語版）『ステーション・イレブン』 (2014)

## 映画
映画において非線形的構造を定義することは困難である。というのも線形のストーリーラインの中にも、フラッシュバック、フラッシュフォワードを用いることができるからである。そうした中でも、非線形な語り口と言えるものは、オーソン・ウェルズ『市民ケーン』（1941年）とそれに影響を与えた『力と栄光』（1933年）、さらに黒澤明の『羅生門』（1950年）がある。

### サイレントなど黎明期の映画
映画の非線形構造の実験は、サイレント映画の時代まで遡る。D・W・グリフィス『イントレランス』（1916年）、アベル・ガンス『ナポレオン』（1927年）などである。1924年にはルネ・クレールのダダイスム映画『幕間』、1929年にはルイス・ブニュエルとサルバドール・ダリの『アンダルシアの犬』。このシュルレアリスム映画は教会、芸術、社会に対しての製作者の主張を描くのに、白日夢のようなイメージ、画像の並置を用いている。二人はさらに『黄金時代』（1930年）でも非線形の語り口を用いている。セルゲイ・エイゼンシュテイン、フセヴォロド・プドフキン、オレクサンドル・ドヴジェンコといったロシアの革新的な映画作家たちも非線形の可能性を探求している。エイゼンシュテイン『ストライキ』（1925年）、ドヴジェンコ『大地』（1930年）など。イギリスの映画監督ハンフリー・ジェニングスはドキュメンタリー映画『Listen to Britain』（1942年）で非線形にアプローチしている。

### 第2次世界大戦後
1959年以降のジャン＝リュック・ゴダールの映画は非線形映画の発展において重要なものである。ゴダールはこう述べている。「映画に始まりと中間と終わりがなければいけないというのには同意する。しかし、順番はその通りである必要はない」。ゴダールの『ウイークエンド』（1968年）はアンディ・ウォーホルの『チェルシー・ガールズ』（1966年）同様、出来事の時系列を無視したことで一見するとランダムに見える。同じフランスのアラン・レネもまた『二十四時間の情事』（1969年）、『去年マリエンバートで』（1961年）、『ミュリエル (映画)』（1963年）で語りと時間についての実験を試みた。イタリアではフェデリコ・フェリーニ『道』（1954年）『甘い生活』（1960年）『8 1/2』（1963年）『サテリコン』（1969年）『フェリーニのローマ』（1972年）、ロシアではアンドレイ・タルコフスキー『鏡』（1975年）『ノスタルジア』（1983年）で、イギリスではニコラス・ローグ『パフォーマンス』（1970年）『美しき冒険旅行』（1971年）『赤い影』（1973年）『地球に落ちて来た男』（1976年）『ジェラシー』（1980年）といった作品が非線形を特徴としている。他にもミケランジェロ・アントニオーニ、ピーター・グリーナウェイ、クリス・マルケル、アニエス・ヴァルダ、ラウル・ルイス、カルロス・サウラ、アラン・ロブ＝グリエらがいる。アメリカ合衆国ではロバート・アルトマンの『ギャンブラー』（1971年）『ナッシュビル』（1975年）『ザ・プレイヤー』（1992年）『ショート・カッツ』（1993年）『ゴスフォード・パーク』（2011年）、ウディ・アレンの『アニー・ホール』（1977年）『インテリア』（1978年）『スターダスト・メモリー』（1980年）が非線形の語り口を取り入れている。

### 1990年代・2000年代
1990年代になると、クエンティン・タランティーノの『レザボア・ドッグス』（1992年）と『パルプ・フィクション』（1994年）で非線形映画の人気が一躍高まった。他には、アトム・エゴヤン『エキゾチカ』（1994年）、テレンス・マリック『シン・レッド・ライン』（1998年）、ポール・トーマス・アンダーソン『マグノリア』（1999年）、 Karen & Jill Spreche『Thirteen Conversations About One Thing』（2001年）がある。またデヴィッド・リンチも『ロスト・ハイウェイ』（1997年）『マルホランド・ドライブ』（2001年）『インランド・エンパイア』（2006年）を撮った。スティーヴン・ソダーバーグは『スキゾポリス』（1996年）『アウト・オブ・サイト』（1998年）『イギリスから来た男』（1999年）『フル・フロンタル』（2002年）『ソラリス』（2002年）『チェ』（2008年）、クリストファー・ノーラン『フォロウィング』（1998年）『メメント』（2000年）『バットマン ビギンズ』（2005年）『プレステージ』（2006年）『ダークナイト ライジング』（2012年）『ダンケルク』（2017年）。このうち『メメント』は時系列を遡る手法で、その手法はギャスパー・ノエ『アレックス』（2002年）にも使われている。リチャード・リンクレイター『Slacker』（1990年）『ウェイキング・ライフ』（2001年）『スキャナー・ダークリー』（2006年）。ガス・ヴァン・サント『エレファント』（2003年）『ラストデイズ』（2005年）『パラノイドパーク』（2007年）。アレハンドロ・ゴンサレス・イニャリトゥ『バベル』（2006年）は断片で物語る構造。香港のウォン・カーウァイの『欲望の翼』（1990年）『楽園の瑕』（1994年）『恋する惑星』（1994年）『花様年華』（2000年）『2046』（2004年）。フェルナンド・メイレレス『シティ・オブ・ゴッド』（2002年）『ナイロビの蜂』（2005年）。チャーリー・カウフマン『アダプテーション』（2002年）『エターナル・サンシャイン』（2004年）。清水崇『呪怨』（2000年）『THE JUON/呪怨』（2004年）。『呪怨』シリーズは『呪怨 ザ・グラッジ3』（2009年）を除くすべてが非線形である。マルティン・コールホーヴェンは『ブリムストーン』（2016年）など非線形の映画を多く作っている。

## テレビ

### アメリカ
『LOST』、『ブレイキング・バッド』、『ウォーキング・デッド』、『ワンス・アポン・ア・タイム』、『ARROW/アロー』、『オレンジ・イズ・ニュー・ブラック』、『TRUE DETECTIVE』、『アレステッド・ディベロプメント』、『ママと恋に落ちるまで』などの他に、『ペニー・ドレッドフル 〜ナイトメア 血塗られた秘密〜』『LEFTOVERS/残された世界』『ダメージ』『BLOODLINE ブラッドライン』の一部のエピソード。

### 日本
日本のアニメシリーズでは、プロットが非線形のものがある。『涼宮ハルヒの憂鬱』、『バッカーノ!』、『デュラララ!!』、〈物語〉シリーズ、『ヤミと帽子と本の旅人』、『桃華月憚』、『レンタルマギカ』、『Ergo Proxy』、『鋼の錬金術師』、『Axis powers ヘタリア』、『ひだまりスケッチ』、『カゲロウプロジェクト』、『プリンセス・プリンシパル』、それと『ブギーポップは笑わない』の一部。

## ゲーム
『ソニックアドベンチャー』、『アンチャーテッド 黄金刀と消えた船団』など。